# Långmarktjärnen (Ströms socken, Jämtland, 715635-147284)
Långmarktjärnen är en sjö i Strömsunds kommun i Jämtland och ingår i Ångermanälvens huvudavrinningsområde. Sjön har en area på 0,0881 kvadratkilometer och ligger 490,3 meter över havet.

## Delavrinningsområde
Långmarktjärnen ingår i det delavrinningsområde (715667-147339) som SMHI kallar för Inloppet i Hansselet. Medelhöjden är 496 meter över havet och ytan är 6,75 kvadratkilometer. Räknas de 146 avrinningsområdena uppströms in blir den ackumulerade arean 684,34 kvadratkilometer. Sjoutälven som avvattnar avrinningsområdet har biflödesordning 3, vilket innebär att vattnet flödar genom totalt 3 vattendrag innan det når havet efter 257 kilometer. Avrinningsområdet består mestadels av skog (76 procent). Avrinningsområdet har 0,22 kvadratkilometer vattenytor vilket ger det en sjöprocent på 3,2 procent.